# Jacopo Tiepolo
Jacopo (ou Giacomo) Tiepolo (né à Venise et mort dans la même ville le 19 juillet 1249) est le 43e doge de Venise, élu en 1229.

## Biographie
Issu d'une famille riche et importante, Jacopo se distingue rapidement pour ses qualités acquérant de grandes richesses. Habile et apprécié de beaucoup de personnes, il est élu duc de Candie (actuelle Crète) et par deux fois bailo (ambassadeur) à Constantinople. Il se marie deux fois et il a quatre fils et une fille.

### Crête
Il est le premier « duc » de Crête entre 1212 et 1216, après la prise de contrôle de l'île par les Vénitiens au détriment des Génois. Il y affronte Marco Sanudo.

### Le dogat
Malgré ses indubitables qualités, au moment de l'abdication de son prédécesseur Pietro Ziani en février 1229, les 40 électeurs qui doivent choisir qui faire accéder à la prestigieuse charge se partagent par moitié entre lui et Marino Dandolo. À la fin, les modalités de choix deviennent curieuses et indignes d'un état puisque c'est par tirage au sort que les candidats sont partagés. On dit que c'est à la suite de cela que commence l'animosité entre les familles Tiepolo et les familles Dandolo et Gradenigo, avec des conséquences pendant tout le siècle et au-delà.

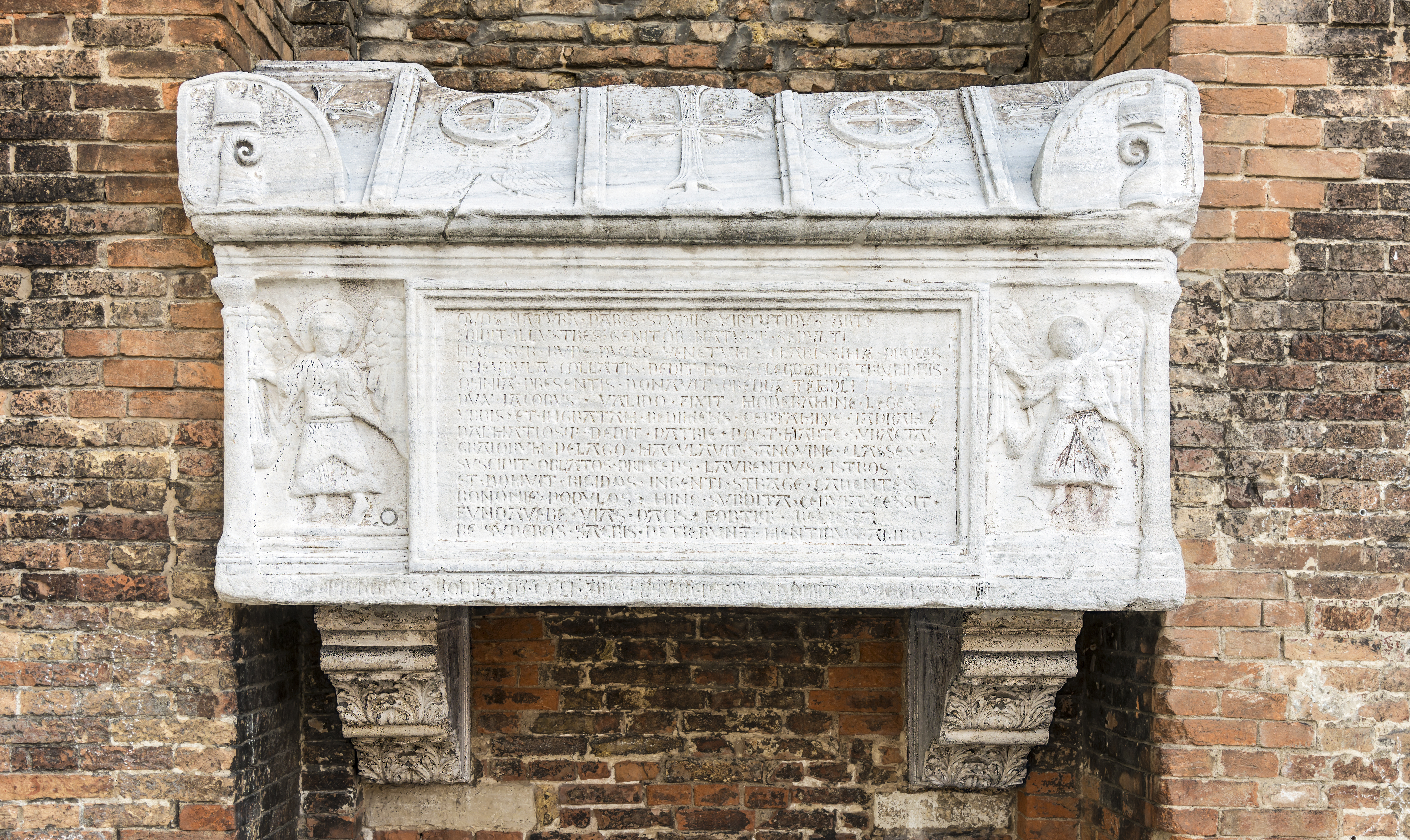
Tombeau de Jacopo et de Lorenzo Tiepolo

À peine a-t-il pris sa charge qu'il doit affronter de nombreuses révoltes à la « périphérie » de l’empire vénitien. La situation est grave, surtout à Candie où le doge envoie d'importantes troupes. Tiepolo, en habile politique, nomme de nombreux nobles vénitiens podestat dans les villes de la terre-ferme afin d'apaiser la situation et d'éviter des guerres qui aurait affaibli la ville lagunaire.
En 1234, la première des nombreuses révoltes en Crète est finalement matée mais presque immédiatement la révolte touche la terre-ferme vénitienne mettant à contribution les forces armées de la république: Ezzelino da Romano, chef des Gibelins, met à feu et à sang les territoires par ses campagnes militaires. Au cours de ces années, Pietro, un des fils du doge est tué par les Gibelins.
Venise, au côté des Guelfes pour des raisons politiques, fait de nombreuses incursions dans la terre-ferme et empêche toutes les tentatives autonomistes des villes dalmates. Avec la fin des guerres et de la domination guelfe en Italie du nord, la situation retourne à la tranquillité et Venise retire ses troupes. Au cours de ses dernières années, Tiepolo réorganise le droit maritime vénitien et crée de nouvelles institutions pour aider le doge dans la conduite de l'état.
Vieux et fatigué après tant d'années de pouvoir, il décide de se retirer le 2 ou le 20 mai 1249. Il meurt le 19 juillet ce qui laisse supposer que l'abdication est due à la maladie ou à l'âge mais pas à une contrainte. Il est inhumé dans un tombeau sur la façade de la basilique de San Zanipolo et devient ainsi le premier doge à se faire inhumer dans cette église de Venise.
Dans sa lignée, on note son fils Lorenzo Tiepolo (doge de 1268 à 1275) et son arrière-petit-fils le tristement connu Bajamonte Tiepolo.